# Reserva Biológica do Abufari
A Reserva Biológica do Abufari é uma reserva biológica brasileira localizada no estado do Amazonas, na bacia do rio Purus. A reserva é importante na proteção de tartarugas (Podocnemis expansa) de água doce da bacia amazônica, protegendo até 225 mil indíviduos.